# Aragonski križarski rat
Aragonski križarski rat (1284. – 1285.) proglasio je papa Martin IV. protiv kralja Aragonije Petra III. Aragonskog.

## Uvod u sukob
Papa je podržavao Anžuvince kao gospodare Sicilije. Nakon svrgavanja Anžuvinaca u pobuni nazvanoj Sicilijanska večernja, uslijedio je rat Sicilijanaca i Petra III. Aragonskog protiv Anžuvinaca. Kada je Petar postao kralj Sicilije, papa ga svrgava kao kralja i proglašava križarski rat protiv njega. Tvrdnjom da je Sicilija papin feud, papa nalazi opravdanje za taj čin.
Papa predaje Aragoniju Karlu Valoisu, sinu francuskog kralja Filipa III. Sukob je prerastao u jedan vid građanskog rata. Brat Petra III. pridružuje se Francuzima. On je vladao Majorcom i Roussillonom. Vladajući grofovijom Roussillon, predstavljao je tampon zonu između Francuza i Aragonije.
Ogromna francuska vojska ulazi 1284. u Roussillon pod vodstvom Karla Valoisa, Filipa III. i Filipa IV. Lijepog. Vojska se sastojala od 16.000 konjanika, 17.000 strijelaca i 100.000 pješaka. Međutim, lokalno stanovništvo bilo je protiv Francuza, pa su im zadavali dosta teškoća pri svladavanju. Filip III. imao je dosta problema pri zauzimanju Girone. Tu je okrunjen Karlo Valois, ali ne pravom krunom, nego kardinalskom kapom, pa je kralj dobio i nadimak kralj s kapom.
Povratkom slavnog admirala Ruđera de Laurije, dolazi do obrata. Francuska flota je uništena 4. rujna 1285. blizu Barcelone. Ubrzo je francusku vojsku pogodila i epidemija dezinterije, a nije bio ni pošteđen i kralj. Filip IV. započeo je pregovore o slobodnom prelasku kraljevske obitelji preko Pirineja. Dok je kraljevskoj obitelji bio dozvoljen prolaz, francuska vojska je bila primorana sama tražiti prolaz. Bila je i desetkovana u pokušaju prelaska Pirineja i povratka u Francusku. Kralj Filip III. umro je 1285. godine.

## Posljedice i sporazumi
Povjesničari opisuju ovaj rat kao najmanje nužan pohod dinastije Capet. Mallorca je bila razorena i prestala je postojati kao neovisan entitet. Petrov sin Alfons III. Aragonski je Aragoniji anektirao Mallorcu, Ibizu i Menorcu 1286.
Sporazumom iz Tarascona 1291. službeno je završen križarski rat. Po ugovoru papa priznaje Alfonsu III. vlast nad Aragonijom, a njegovom bratu nad Sicilijom. Alfonsu je vratio Mallorcu i obvezao se da će aragonski vitezovi otići sa Sicilije.